# Anthanassa natalces
Anthanassa natalces är en fjärilsart som beskrevs av Dyar 1913. Anthanassa natalces ingår i släktet Anthanassa och familjen praktfjärilar. Inga underarter finns listade i Catalogue of Life.